# 卡里尼亚诺剧院
卡里尼亚诺剧院（Teatro Carignano）是意大利都灵的一座剧院，意大利最古老和最重要的剧院之一。它由贝内代托·阿尔菲耶里设计，位于卡里尼亚诺宫对面。建筑于1752年开工，第二年剧院开幕，演出了巴尔达萨雷·加卢皮的歌剧《心灵的灾难》（Calamità de' cuori）。剧院在1786年的一场大火中被毁，但几个月后就用阿尔菲耶里最初的设计重建了。自那时以来，它经历了几次翻新。虽然今天它主要用于戏剧表演，但在过去，它曾是一个重要的歌剧院。该剧院归都灵市所有，但由都灵剧院公司（Teatro Stabile di Torino）管理，是该公司的主要演出场地之一。

## 首演
在卡里尼亚诺剧院首演的剧目包括：
- 乔瓦尼·帕契尼的歌剧《巴格达女仆》（La schiava in Bagdad，世界首演，1820年10月28日）
- 尼科拉·瓦卡伊的歌剧《牧羊女》（La pastorella feudataria，1824年9月18日世界首演）
- 舞者多梅尼科·朗扎尼 在芭蕾舞剧《普罗科蒂夫之死》（La Morte di Procotieff）中首次作为编舞者（1840年秋）
- 特奥杜洛·马贝利尼的歌剧《罗拉》（世界首演，1840年11月12日）
- 葛塔諾·多尼采蒂的歌剧《村女琳達》（意大利首演，1842年8月24日）[2]
- 阿里格·博伊托的剧本《勒·马德里·加兰蒂》（1863年3月世界首演）[3]
- 乔万尼·维尔加的剧本《乡村骑士》，主演埃莱奥诺拉·杜斯（1884年1月14日全球首演）[4]
- 阿图罗·托斯卡尼尼在19岁时在阿尔弗雷多·卡塔拉尼（Alfredo Catalani）的《埃德梅亚》首次亮相（1886年11月4日）[5]